# قسمت آزمایشی ریک و مورتی
"قسمت آزمایشی" قسمت اول سریال انیمیشنی سیتکام آمریکایی ریک و مورتی است. ادالت سویم این قسمت را به نویسندگی دن هارمون و جاستین رویلند و کارگردانی رویلند در دوم دسامبر ۲۰۱۳ به روی آنتن برد. این سریال شخصیت‌های قهرمان داستان، دانشمند الکلی ریک سانچز و نوه نوجوان معصوم او مورتی اسمیت را معرفی می‌کند که در یک ماجراجویی خطرناک میان بعدی برای گرفتن دانه‌های درخت مگا درگیر می‌شوند. حدود ۱٫۱ میلیون نفر این قسمت را در زمان پخش مشاهده کردند.

## داستان
ریک، مورتی را به بعد دیگری به نام 35-C می‌برد که شرایط مناسبی برای رشد «درختان مگا» داشته و ریک برای تحقیقات خود به آن نیاز دارد. برای گذر از گمرک بین کهکشانی، مورتی دانه‌های درخت مگا را در مقعد خود پنهان می‌کند، ولی وقتی که ریک و مورتی لو می‌روند با تیراندازی به حشرات گمرک فرار می‌کنند. در نهایت ریک از دانه‌ها استفاده کرده و باعث می‌شود مورتی موقتاً بسیار باهوش شود برای همین والدین او باور می‌کنند که وضع تحصیلات مورتی خوب است و اجازه می‌دهد ریک بماند.

## نقد
Zach Handlen از سایت ای. وی. کلاب به این قسمت امتیاز B + داد جیسون تبریز از سایت ScreenRant نیز نقد مثبتی به این قسمت داشت و آن را با دکتر هو و راهنمای مسافران کهکشان مقایسه کرد.